# Kaltenberg
Kaltenberg est une commune autrichienne du district de Freistadt en Haute-Autriche.

## Histoire
Son nom provient de l’allemand "kalter berg" signifiant "montagne froide".